# Now! (Bobby Hutcherson)
| Recensione | Giudizio |
| ---------- | -------- |
| AllMusic   |          |

Now! è un album del vibrafonista jazz statunitense Bobby Hutcherson, pubblicato dalla casa discografica Blue Note Records nel giugno del 1970 .

## Tracce
LP (1970, Blue Note Records, BST 84333)
Lato A
Testi e musiche di Bobby Hutcherson e Gene McDaniels, eccetto dove indicato.
1. Slow Change – 7:10 – Registrato il 5 novembre 1969
2. Hello to the Wind – 5:55 (Joe Chambers, Gene McDaniels) – Registrato il 3 ottobre 1969
3. Now – 2:42 – Registrato il 3 ottobre 1969

Lato B
1. The Creators – 12:32 (Herbie Lewis) – Registrato il 5 novembre 1969
2. Black Heroes – 7:00 (Harold Land) – Registrato il 5 novembre 1969

CD (2004, Blue Note Records, 7243 4 73164 2 5)
1. Slow Change – 7:14 (Bobby Hutcherson, Gene McDaniels)
2. Hello to the Wind – 5:56 (Joe Chambers, Gene McDaniels)
3. Now – 2:44 (Bobby Hutcherson, Gene McDaniels)
4. The Creators – 12:32 (Herbie Lewis)
5. Black Heroes – 7:03 (Harold Land)
6. Slow Change – 5:05 (Bobby Hutcherson, Gene McDaniels) – Traccia bonus - Registrato dal vivo il 13 agosto 1977 al Hollywood Bowl di Los Angeles
7. Now – 2:49 (Bobby Hutcherson, Gene McDaniels) – Traccia bonus - Registrato dal vivo il 13 agosto 1977 al Hollywood Bowl di Los Angeles
8. Hello to the Wind – 3:06 (Joe Chambers, Gene McDaniels) – Traccia bonus - Registrato dal vivo il 13 agosto 1977 al Hollywood Bowl di Los Angeles
9. Now (reprise) – 1:43 (Bobby Hutcherson, Gene McDaniels) – Traccia bonus - Registrato dal vivo il 13 agosto 1977 al Hollywood Bowl di Los Angeles

## Musicisti
- Bobby Hutcherson – vibrafono (LP: A1 / A2 / A3 / B1 / B2 CD: 1-9)
- Harold Land – sassofono tenore (A1 / A2 / A3 / B1 / B2)
- Gene McDaniels – voce (A1 / A2 / A3 / B1 / B2)
- Kenny Barron – pianoforte (A2 / A3)
- Stanley Cowell – pianoforte (A1 / B1 / B2)
- Wally Richardson – chitarra (A1 / A2 / A3 / B1 / B2)
- Herbie Lewis – contrabbasso (A1 / A2 / A3 / B1 / B2)
- Joe Chambers – batteria (A1 / A2 / A3 / B1 / B2)
- Candido – congas (A1 / A2 / A3 / B1 / B2)
- Christine Spencer – cori (A1 / A2 / A3 / B1 / B2)
- Hilda Harris – cori (A2 / A3)
- Eileen Gilbert – cori (A1 / B1 / B2)
- Albertine M. Robinson – cori (A2 / A3)
- Maeretha Stewart – cori (A1 / B1 / B2)

- Manny Boyd – sassofono tenore e sassofono soprano (CD: 6-9)
- George Cables – pianoforte (CD: 6-9)
- James Leary – contrabbasso (CD: 6-9)
- Eddie Marshall – batteria (CD: 6-9)
- Bobbye Porter Hall – percussioni (CD: 6-9)
- Dale Oehler – arrangiamenti (CD: 6-9)
- L.A. Philharmonic Orchestra condotta da Calvin Simmons (CD: 6-9)

### Produzione
- Duke Pearson – produzione (LP - A1, A2, A3, B1 e B2)
- Registrazioni effettuate il 3 ottobre e 5 novembre 1969 al A&R Studios di New York City, New York
- Dave Sanders – ingegnere delle registrazioni (LP: A1-B2 e CD: 1-5)
- Don Hahn – ingegnere delle registrazioni (CD: 6-9)
- Woody Woodward – grafica copertina album originale
- Stan Sadowski – foto copertina album originale [3] [4]